# Soldat (Computerspiel)

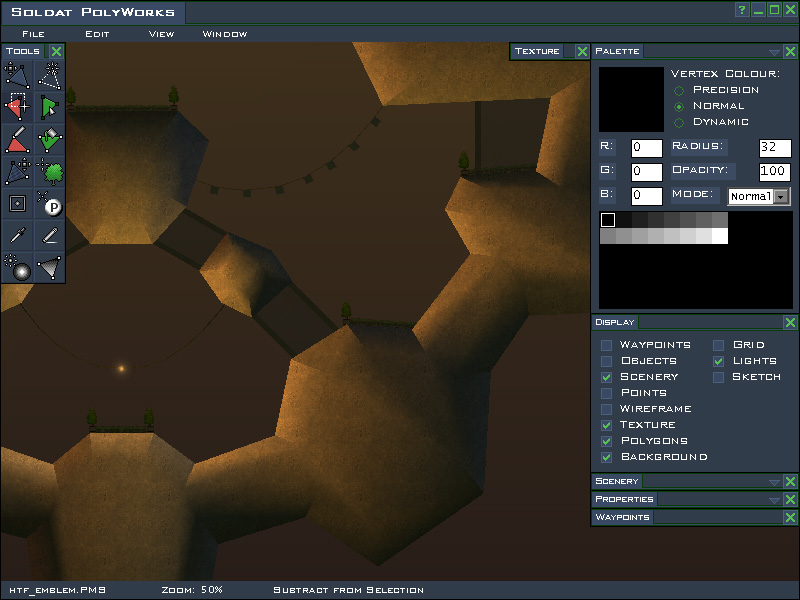
PolyWorks ist ein Opensource Soldat Mapeditor

Soldat ist ein Shareware-2D-Multiplayer-Shooter des polnischen Entwicklers Michał Marcinkowski. Gekämpft wird entweder im Team oder alleine gegen andere Soldaten. Man kann dabei aus einem großen Waffenarsenal wählen.

## Spielprinzip
Es gibt drei Möglichkeiten, das Spielgeschehen unabhängig vom Spielmodus zu verändern:
- Realistisch – höherer Waffenschaden, eingeschränktes Sichtfeld etc.
- Überleben – kein Respawnen bis zum Ende der Runde
- Fortgeschritten – Primärwaffen müssen einzeln freigeschaltet werden

Dazu gibt es noch die Möglichkeit seinen Soldaten zu modifizieren, d. h. man kann z. B. die Farben seiner Kleider und Haare verändern.
Natürlich kann auch ohne jegliche Variation gespielt werden.
Einige wichtige Merkmale:
- Spielumgebung basiert auf realen physikalischen Regeln
- über 18 verfügbare Waffen
- Multiplayerspiel über LAN und Internet
- Künstliche Intelligenz
- sieben verschiedene Spielmodi:
  - Deathmatch
  - Pointmatch
  - Teammatch
  - Rambomatch
  - Capture the Flag
  - Infiltration
  - Hold the Flag
- viele verschiedene Maps
- Editor: Soldat Map Maker, Soldat Bot Maker und Interface Maker (Interface Maker nützt nur dem registrierten Spieler, da man als unregistrierter Spieler nur ein Interface zur Verfügung hat.)
- Lobby Server und dedizierter Server für Windows, Linux und macOS.

## Waffen
In Soldat kann man zwischen zehn primären und vier sekundären Waffen wählen.
Waffen wie Bogen, Flammenwerfer und (Cluster-)Granaten kann man per Power-up erhalten.
Die Waffen spiegeln ansatzweise, jedoch nicht komplett die Eigenschaften der Originalwaffen wider. So sind zum Beispiel Magazingröße und Nachladezeit sehr realistisch gehalten, während die Geschwindigkeit der Projektile bei allen Waffen wesentlich langsamer ist als die in der realen Welt. Die Eigenschaften der Waffen lassen sich modifizieren. Außerdem ist der Streuwinkel sehr hoch, da man das Ziel bei Soldat nur in zwei Dimensionen treffen muss.

## Modifikation
Es ist möglich, das Spiel mit eigenen, selbst bearbeiteten Grafiken für beispielsweise Interface, Waffen und Sounds zu modifizieren. Diese müssen nur in einen dafür vorgesehenen Ordner kopiert werden um bei Spielstart erkannt zu werden.

## Taunts
Taunts sind sogenannte Tastenkürzel, mit denen man im Spiel schnell Informationen an die Mitspieler im selben Team (TeamChat) oder an alle (Chat) weitergibt. Man ruft sie auf, indem man für einen kurzen Zeitraum [ALT]+[Buchstabe-oder-Zahl] gleichzeitig drückt.
Es existieren Standard-Taunts, wie Heavy Machine Gun ahead! und „Clan-Kommunikations-Taunts“, die so aussehen:
- [E]nemy [F]lag [C]arrier LOW / MID / HIGH
- [F]riendly [F]lag [C]arrier LOW / MID /HIGH
- [INC]oming LOW / MID /HIGH

Mit diesen drei Standard-Aussagen kann man auch ohne Audiokommunikationssoftware mit seinen Mitspielern kommunizieren, die im selben Team sind. Damit das gegnerische Team diese Informationen nicht mitbekommt, setzt man ein Zeichen davor:
^[E]nemy [F]lag [C]arrier LOW.

## Technik
Soldat ist in Delphi programmiert und nutzt bis zur Version 1.6.9 DirectX. Ab Version 1.7.0 wurde ein Rewrite des Renderers mithilfe von OpenGL implementiert. Mittels Wine und dessen Forks ist Soldat auch auf Linux und macOS lauffähig.

## Rezeption
Soldat sei eine völlig überzogene Comic-Ballerei. Durch die fünf Spielmodi böte es teils mehr als viele Vollpreisspiele. Es enthält Elemente aus der Computerspielreihe Worms.